# Anatinomma alveolatum
Anatinomma alveolatum là một loài bọ cánh cứng trong họ Cerambycidae.